# Concerto per pianoforte e orchestra n. 16 (Mozart)
Il Concerto per pianoforte e orchestra n. 16 in re maggiore (K 451) di Wolfgang Amadeus Mozart fu composto a Vienna nel 1784, a una sola settimana di distanza dal precedente Concerto n. 15, e fu destinato insieme a questo all'esecuzione da parte dello stesso compositore in veste di pianista solista. Oltre ai due concerti Mozart eseguì il Quintetto per pianoforte e fiati.
Questo concerto in re maggiore sfrutta il più ampio organico mai impiegato da Mozart fino a quel momento. Mozart attraversava un periodo di grande fervore creativo e fu particolarmente soddisfatto dell'esito dello spettacolo al Burgtheater. In una lettera al padre, descrisse i due concerti come «di quelli che fanno sudare», giudicando più difficile il primo in si♭ maggiore.
Il concerto consta di tre movimenti:
1. Allegro assai
2. Andante in sol maggiore
3. Allegro di molto.

Dal primo movimento, che ha un attacco a ritmo di marcia, è parsa derivare la successiva Piccola marcia funebre del Signor Maestro Contrappunto, considerata da alcuni una sorta di autoparodia (ma il punto è in realtà molto controverso).